# 2002年美国网球公开赛
2002年美国网球公开赛。

## 冠军
单打列出冠亚军以及决赛比分，双打列出冠军组合。

### 男子单打
主条目：2002年美國網球公開賽男子單打比賽
皮特·桑普拉斯（美国）6-3 6-4 5-7 6-4 安德烈·阿加西（美国）

### 女子单打
主条目：2002年美國網球公開賽女子單打比賽
小威廉姆斯（美国）6-4 6-3 大威廉姆斯（美国）

### 男子双打
主条目：2002年美國網球公開賽男子雙打比賽
马赫什·布帕蒂（印度）/马克斯·米尔内（白俄罗斯）

### 女子双打
主条目：2002年美國網球公開賽女子雙打比賽
比希尼婭·魯阿諾·帕斯夸爾（西班牙）/保拉·蘇亞雷斯（阿根廷）

### 混合双打
主条目：2002年美國網球公開賽混合雙打比賽
麗莎·雷蒙德（美国）/迈克·布赖恩（美国）
| 前任： 2001年美國網球公開賽     | 美國網球公開賽 | 繼任： 2003年美國網球公開賽 |
| 前任： 2002年温布尔登網球錦標賽 | 網球大滿貫     | 繼任： 2003年澳洲網球公開賽 |